# 博斯托夫
博斯托夫（德語：Borstorf）是德国石勒苏益格－荷尔斯泰因州勞恩堡縣的一个市镇。总面积8.65平方公里，总人口287人，其中男性139人，女性148人（2011年12月31日），人口密度33人/平方公里。